# David D. Aitken

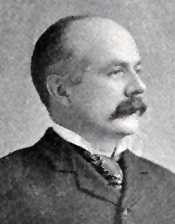
David D. Aitken

David Demerest Aitken (* 5. September 1853 bei Flint, Michigan; † 26. Mai 1930 ebenda) war ein US-amerikanischer Politiker. Zwischen 1893 und 1897 vertrat er den Bundesstaat Michigan im US-Repräsentantenhaus.

## Werdegang
David Aitken besuchte die öffentlichen Schulen seiner Heimat. In den Jahren 1871 und 1872 arbeitete er als Lehrer im Genesee County. 1872 zog er in den Staat New Jersey, wo er als Buchhalter angestellt wurde. Nach einem Jurastudium in New York City und seiner im Jahr 1878 erfolgten Zulassung als Rechtsanwalt begann er in Flint in seinem neuen Beruf zu arbeiten. Dort schlug er als Mitglied der Republikanischen Partei auch eine politische Laufbahn ein. Von 1883 bis 1886 war er Verwaltungsangestellter (City Clerk) in seiner Heimatstadt. Danach war er von 1886 bis 1890 deren juristischer Vertreter.
Bei den Kongresswahlen des Jahres 1892 wurde Aitken im sechsten Wahlbezirk von Michigan in das US-Repräsentantenhaus in Washington, D.C. gewählt, wo er am 4. März 1893 die Nachfolge von Byron G. Stout antrat. Nach einer Wiederwahl im Jahr 1894 konnte er bis zum 3. März 1897 zwei Legislaturperioden im Kongress absolvieren. Ab 1895 war er Vorsitzender des Bergbauausschusses. Im Jahr 1896 verzichtete Aitken auf eine weitere Kongresskandidatur. Stattdessen bewarb er sich erfolglos um die Nominierung für die Wahl zum Gouverneur von Michigan. In den folgenden Jahren praktizierte er wieder als Anwalt; außerdem stieg er in das Bankgewerbe ein. Zwischen 1905 und 1906 war David Aitken Bürgermeister seiner Heimatstadt Flint. Danach zog er sich aus der Politik zurück. Er starb am 26. Mai 1930 in Flint.